# Aluntia borneensis
Aluntia borneensis är en insektsart som beskrevs av Schmidt 1915. Aluntia borneensis ingår i släktet Aluntia och familjen Dictyopharidae. Inga underarter finns listade i Catalogue of Life.